# Logistikparken Aarhus
Logistikparken Aarhus er et transportcenter beliggende i Årslev ved Aarhus. Centret ligger lige ved Motorvejskryds Århus Vest. Transportcenteret blev indviet den 4. juni 2009 af Kronprins Frederik og er det største af sin slags i Nordeuropa.
Danske Fragtmænd optager størstedelen af arealet i det nye transportcenter foruden virksomheder som Applus+, Bankernes Kontantservice og Salling Group med stort lager og tilknyttede administrationsbygninger på en 582.000 m2 grund. Byggeriet har været budgetteret til ca. kr. 1 milliard.

## Arkæologiske fund
Der er en relativ høj koncentration af Oldtidsminder i og omkring transportcenterets område og der blev gjort en del arkæologiske fund forud for byggerierne i 2007-8. Oldtidsminderne ligger fortrinsvist i den nordlige del af området op mod Østjyske Motorvej og jernbanen, som endnu ikke er bebygget. Fortidsminderne er ikke fredede.
Der er tale om en del rundhøje, en jættestue og en langhøj, tidligere bopladser (herunder huse fra yngre stenalder) med tilknyttede spor såsom gruber og køkkenmøddinger. De spænder tidsmæssigt lige fra stenalder over jernalder, bronzealder til Vikingetid. Indimellem disse større anlæg og fortidslevn, er der gjort enkeltfund af mønter, fibula'er, rem-beslag og smykker af bronze, flintøkser og keramik. De fleste af højene og gravene er stærkt medtagede eller helt væk i dag, pga. tidligere tiders overpløjninger, vejanlæg eller grusgravninger.